# Dusetos
Dusetos es una ciudad de Lituania, capital de la seniūnija homónima en el municipio-distrito de Zarasai de la provincia de Utena.
En 2011, la ciudad tenía una población de 717 habitantes. Es la quinta ciudad menos poblada del país.
Se conoce la existencia del pueblo desde 1519, cuando era una finca de la familia noble Radvilos. A lo largo del siglo XVI pasó a ser considerada villa (miestelis) y en 1686 recibió el título de ciudad, que perdería tras las Particiones de finales del siglo XVIII, cuando el área se integró en el Imperio ruso. La RSS de Lituania le reconoció nuevamente el estatus de ciudad en 1950.
Se ubica unos 25 km al oeste de la capital municipal Zarasai, en el entorno del lago Sartai.